# 麥克·特納
麥克·特納（英語：Michael Ray "Mike" Turner；1960年1月11日—）是美国的一位政治人物。自2003年開始，他是俄亥俄州第10選舉區選出的聯邦眾議員。特納是一位新教徒，出生在俄亥俄州代頓。在1993年至2001年期間，特納曾經擔任代頓市長。